# Joseph Bech

Bustul lui Joseph Bech ca element al Monumentului părinților fondatori ai Uniunii Europene din Parcul Herăstrău din București.

Joseph Bech (n. 17 februarie 1887, Dikrech, Diekirch, Luxemburg – d. 8 martie 1975, Lëtzebuerg, Luxemburg) a fost un om politic luxemburghez.
A fost ministru în mai multe guverne și prim ministru între 1953-1958. A avut un rol decisiv în timpul conferinței de la Messina din 1955, în urma căreia s-a înființat comitetul care a redactat raportul Spaak, ce a dus la semnarea Tratatelor de la Roma, din 1957, de înființare a Comunității Economice Europene.